# Westfinnland (Provinz)
Die Provinz Westfinnland (finn. Länsi-Suomen lääni, schwed. Västra Finlands län) war von 1997 bis 2009 eine Provinz (lääni) Finnlands. Sie umfasste die Landschaften (maakunta) Varsinais-Suomi, Satakunta, Pirkanmaa, Mittelfinnland, Österbotten, Südösterbotten und Mittelösterbotten. Die Fläche betrug 81.149 Quadratkilometer, die Einwohnerzahl lag bei rund 1,9 Millionen (2009). Verwaltungssitz war die Stadt Turku.
Die Provinz Westfinnland entstand in der Verwaltungsreform von 1997 aus den bisherigen Provinzen Vaasa, Turku-Pori, Mittelfinnland und dem Nordteil der Provinz Häme. Zum Jahresbeginn 2010 wurden die Provinzen aufgehoben. Die staatliche Verwaltung des Gebiets wird nun von den Regionalverwaltungsbehörden (aluehallintovirasto) Südwestfinnland sowie West- und Binnenfinnland ausgeübt.
Die Provinz Westfinnland umfasste die historischen Landschaften Varsinais-Suomi, Satakunta, den Südteil von Österbotten und den Westteil von Häme. Aus den historischen Wappen der drei erstgenannten ist das Wappen der Provinz zusammengesetzt. Die Beschreibung lautet: Der Wappenschild ist geteilt und oben gespalten. Vorn oben in Rot ein goldgekrönter, goldener Spangenhelm en face (dem Betrachter zugewandt) gestellt, hinter dem zu jeder Seite eine blaue Flagge mit kleinem, dreieckigem Einschnitt an der Flugseite und mit goldenem Kreuz am goldenen Stock weht. Oben hinten im von Blau und Gold geteilten Schild wird ein goldgekrönter, rotbewehrter, rotgezungter und rotgeaugter schwarzer Bär mit einem goldgegrifften silbernen Schwert in beiden Pranken von zwei silbernen siebenzackigen Sternen begleitet. Unten im Schildfuß in Blau befinden sich drei (2;1) weiße, flüchtende Hermeline mit schwarzen Schwanzspitzen. Auf dem Wappen ruht eine goldene Krone.